# باولا فاسكيز
باولا فاسكيز (بالإسبانية: Paula Vázquez)‏ هي صحفية وعارضة ومقدمة تلفزيونية وممثلة إسبانية، ولدت في 26 نوفمبر 1974 في إسبانيا.

## وصلات خارجية
- باولا فاسكيز على موقع IMDb (الإنجليزية)
- باولا فاسكيز على موقع ألو سيني (الفرنسية)
- باولا فاسكيز على موقع قاعدة بيانات الفيلم (الإنجليزية)
- باولا فاسكيز على موقع كينوبويسك (الروسية)